# 老傑瑞·法威爾
老傑瑞·法威爾（Jerry Lamon Falwell, Sr.，1933年8月11日–2007年5月15日） 美國福音神學基要主義者、美南浸信會牧師、電視佈道家,也是一位保守派評論員。

## 事蹟
- 他曾批評幼兒節目《天線寶寶》助長同性戀文化。[2]